# Gerrhopilus beddomii
Espèce
Synonymes
- Typhlops beddomii Boulenger, 1890

Statut de conservation UICN

 DD  : Données insuffisantes
Gerrhopilus beddomii est une espèce de serpents de la famille des Gerrhopilidae.

## Répartition
Cette espèce est endémique du Sud de l'Inde.

## Description
L'holotype de Gerrhopilus beddomii mesure 127 mm dont environ 5 mm pour la queue. Cette espèce a la face dorsale brune, la face ventrale reprenant la même couleur mais en plus clair.

## Étymologie
Cette espèce est nommée en l'honneur de Richard Henry Beddome.

## Publication originale
- Boulenger, 1890 : The Fauna of British India, Including Ceylon and Burma. Reptilia and Batrachia, p. 1-541 (texte intégral).